# Helir-Valdor Seeder
Helir-Valdor Seeder (nacido el 7 de septiembre de 1964) es un político estonio. Es miembro del parlamento, actual presidente de Isamaa y se desempeñó como Ministro de Agricultura de 2007 a 2014.

## Carrera política
Seeder tiene una maestría en economía de la Universidad de Ciencias de la Vida de Estonia. Antes de ser elegido para el parlamento en 2003, fue alcalde de Viljandi de 1992 a 1993 y gobernador del condado de Viljandi de 1993 a 2003.
El 13 de mayo de 2017, Seeder fue elegido presidente del Partido Pro Patria y Res Publica (luego rebautizado como Isamaa).